# Contesa del secchio
La Contesa del Secchio la manifestazione storica più antica della Regione Marche, si svolge la seconda domenica d'agosto a Sant'Elpidio a Mare. Nata nel 1953.

## Storia
La leggenda vuole che nel Tardo Medioevo Sant'Elpidio a Mare soffriva penuria d'acqua, e per evitare la quotidiana gazzarra delle donne al pozzo situato nella piazza principale, si indisse un gioco a cui dovevano partecipare le quattro contrade cittadine (San Giovanni, Sant'Elpidio, Santa Maria e San Martino). Ogni contrada doveva schierare una squadra di sei giocatori (più due riserve) formata dai giovani contradaioli più prestanti e atletici, capaci di reggere ai colpi dell'avversario e portare la propria bandiera più in alto delle altre. Infatti la contrada che si aggiudicava il gioco aveva il diritto di attingere per prima all'acqua dal pozzo cittadino mentre le contrade sconfitte dovevano attendere il loro turno e potevano beneficiare dell'uso del pozzo a seconda del loro piazzamento nel gioco.

## Il corteggio ed il gioco
La fase principale della Rievocazione avviene, dal 1953 a questa parte, la seconda domenica di agosto. Anche se questa fase non è l'unica che compone l'intero evento poiché ci sono, nell'ordine temporale, l Investitura dei Priori, Bandiere nella Notte ovvero lo spettacolo del Gruppo Storico Internazionale Sbandieratori e musici dell'omonima rievocazione e l Investitura del Capitano del Popolo (figura che funge da arbitro nel campo di gioco), essa è sicuramente la più affascinante e la più avvincente. La giornata è composta dal corteggio dei figuranti (tutti rigorosamente in costumi d'epoca alcuni dei quali ripresi da dipinti medioevali a carattere territoriale, nazionale ed internazionale) che sfilano dalla Piazza principale, attraversando tutta la città, per poi arrivare al campo di gioco e dal gioco stesso che, storicamente, rappresenta il culmine dell'evento.
Nella sfilata si possono ammirare più di mille figuranti che rappresentano la parte nobile, la parte contadina, la parte militare e la parte politica del popolo nonché le squadre che poi si contenderanno per la conquista del Secchio Storico. Ogni particolare del corteo è organizzato nei minimi dettagli; dalle acconciature delle dame, allo scenario del centro storico della città riportato per il periodo all'età medievale.
Il gioco del pozzo (o come si dice nel dialetto locale Lu joku de lu pozzu), che da sempre si svolge nel vecchio stadio della città, è organizzato come un girone all'italiana di sola andata in cui ogni Contrada deve sfidarsi una sola volta con le altre. L'ordine di gioco viene estratto a sorte pochi minuti prima dell'inizio dei giochi ed ogni partita ha una durata di dieci minuti nel quale ogni squadra deve riuscire a centrate il pozzo, dopo aver effettuato almeno tre passaggi, ostacolando nel contempo il gioco degli avversari. Allo scadere del tempo previsto si faranno le somme dei punti che vengono date con un preciso criterio: cinque punti per ogni pozzo realizzato e meno un punto per ogni penalità (la palla non entra nel pozzo). Alla fine di tutte le partite vincerà la squadra che avrà totalizzato più punti e avrà l'onore di aprire il corteo che dal campo si ridirigerà di nuovo verso piazza della città dove sarà poi consegnato alla Contrada vincitrice il Secchio Storico, un oggetto di rame cesellato, a cui ogni anno viene applicata una targhetta d'oro  e pietre preziose da parte della contrada vincitrice, quindi il Podestà proclama la chiusura dei giochi medioevali per l'anno in corso.

## Le quattro Contrade e le Delegazioni Foranee

### Nobile Contrada San Giovanni
La Contrada prende il nome dalla chiesa del Monastero Benedettino dedicato a San Giovanni un tempo esistente all'imbocco dell'attuale Via del Cunicchio. Della chiesa (negli anni adibita a vari usi tra cui, l'ultimo, di palestra) si può ancora ammirare la facciata, realizzata nella prima metà del XIX secolo. Alla contrada si accede per Porta Romana, l'antica Porta del Girone. Proprio il Girone costituisce il nucleo più antico dell'incasato di San Giovanni, con i resti del primo palazzo pubblico situato all'ingresso di Via del Cunicchio. Molte altre costruzioni di importanza politica, sociale e religiosa si trovano nel territorio coperto dalla Contrada. Lungo Corso Baccio (la via principale del paese) si possono trovare Palazzo Mallio (sec.XVII), il Teatro Cicconi (costruito nella seconda metà del XIX secolo su disegno di Ireneo Aleandri) e Palazzo Sinibaldi (sec.XVII). Fuori dalle mura del paese invece si possono trovare i resti del primo convento Agostiniano (inizi del XIII sec.), con i ruderi della chiesa della Madonna dei Lumi, dove ancora oggi si conserva l'altare in pietra d'Istria del 1371 eretto per conservare la Sacra Spina della corona di Cristo, e l'ex convento dei Minori Osservanti oggi sede dell'Ospedale della Misericordia, donato dalla comunità a Giacomo da Monteprandone (San Giacomo della Marca) per ringraziarlo della mediazione con la vicina città di Fermo.
La sede di Contrada, per altro l'unica a risiedere fuori dalle mura cittadine, è ospitata nei locali che restano del palazzo del cardinal Montalto (nipote di Sisto V) in seguito adibito a residenza di proprietà dei Nannerini marchesi di Nannarini e, infine, usato come monastero delle Oblate Salesiane prima, delle Benedettine poi, del Sacro Cuore fino a qualche decennio fa.
Nello stemma di Contrada campeggiano, in campo rosso, l'aquila di nero dell'Evangelista e la croce bianca di San Giovanni Battista. L'arma è coronata di nobiltà, avendo la Contrada vinto l'edizione del venticinquennale della Contesa del Secchio.

### Contrada San Martino
La Contrada prende il nome dalla chiesa dedicata al Santo Cavaliere di Tours, un tempo esistente lungo la via principale che dalla piazza maggiore conduceva fino al Girone. Molte famiglie nobili del paese avevano nel territorio della San Martino i loro palazzi; tra queste quella estinta dei Bertolucci-Godolini, nobili di Fossombrone e di Cingoli, marchesi della Castelletta, imparentati con Francesco Saverio Castiglioni (papa Pio VIII). I palazzi di tali famiglie sono ancora custoditi tra le mura del paese; ne sono esempi il palazzo con villa dei Bertolucci-Godolino, quello degli Errighi, quello dei Sinibaldi-Odoardi, quello dei Fassitelli ed infine quello dei Canuti. Lungo Corso Baccio si affaccia il complesso dell'ex Convento degli Agostiniani la cui chiesa (oggi sconsacrata), del titolo di Sant'Antonio Abate detta anche di Sant'Agostino, conserva un bellissimo portale in pietra del 1505. Fuori dalle mure, situato su di un colle dirimpetto alla città, si può trovare l'ex Convento dei Cappuccini (seconda metà del Cinquecento), la cui chiesa (dedicata a San Giuseppe) è tuttora officiata.
La sede della Contrada è stata realizzata recuperando alcuni saloni del convento agostiniano (suggestivo, fra l'altro, il percorso delle nicchie nelle quali venivano conservate le botti di vino). All'interno sono, inoltre, conservate le pietre con gli stemmi delle famiglie nobili di contrada sopracitate.
Nello stemma campeggia, su campo verde, un cavallo rampante bianco. Inoltre nella bandiera di Contrada è affisso il simbolo giubilare avendosi aggiudicato l'edizione speciale per il giubileo della Contesa del Secchio.

### Contrada Cavaliera Sant'Elpidio
La Contrada prende il nome dalla Chiesa matrice, dedicata al santo Patrono Elpidio. Eretta nel XIII secolo come Pieve, nel 1950 fu elevata a Collegiata, decorata successivamente del livello di Insigne e, dal 1857, unica in Diocesi, di Perinsigne.  La Contrada occupa la gran parte finale della città nella zona del punto panoramico di Via dei Torrioni, uno dei punti più belli dal quale si gode un eccezionale panorama verso i Sibillini. Custodisce nel suo territorio alcuni fra i monumenti più importanti della città: il Palazzo Comunale (costruito nel XVII secolo, forse su disegno di Tibaldi, sul preesistente Palazzo dei Priori e nel quale sono custoditi il polittico ed il trittico quattrocenteschi di Vittore Crivelli), la Perinsigne Collegiata (la quale possiede, esternamente, finestroni duecenteschi in cotto, internamente un sarcofago romano in marmo pario del III secolo d.C., un altare ligneo barocco del 1702 dello Scoccianti, tele del Pomarancio e di Palma il Giovane, un organo Callido, una croce astile di arte orafa abruzzese del 300); l'ex Chiesa del Sacramento con portale del XIV secolo. Fuori le Mura è invece osservabile il Santuario della Madonna degli Angeli, costruito nel XVI secolo e meta per secoli di pellegrinaggi. 
La sede della Contrada è situata nei sotterranei della Chiesa del SS.Sacramento. Secondo la tradizione questa chiesa era sede di culti Templari.
Il suo stemma rappresenta il nero Scorpione in campo giallo. Questo simbolo deriva dal fatto che secondo la tradizione il monaco cavaliere Elpidio si salvò dall'arresto dei persecutori romani in quanto svegliato, nel deserto, dal pizzico di uno scorpione. La contrada è coronata di nobiltà, avendo vinto l'edizione del trentennale della Contesa del Secchio, così acquisendo il predicato di Cavaliera, e rinforzata di alloro per la conquista del decimo secchio. La bandiera si fregia anche della caravella per la vittoria conquistata nell'edizione del 1992, anno del quinto centenario colombiano.

### Magnifica Contrada Santa Maria
La Contrada prende il nome dalla trecentesca Chiesa di Santa Maria in Piazza, totalmente ricostruita nel '700 dopo essere stata precedentemente trasformata in chiesa del convento dei minori conventuali francescani. Agli inizi del XIX secolo dinanzi al suo ingresso scompari la piazza, essendo stato occupato lo spazio per la ricostruzione della residenza dell'Arcivescovo di Fermo, già Prefetto delle Missioni in Olanda, cardinale Cesare Brancadoro, nato da madre elpidiense. Secolarizzato all'evento dello Stato unitario, il convento fu adibito a sede delle scuole elementari cittadine e, successivamente, dell'Istituto professionale di Stato per Commercio "Tarantelli". Per un periodo ospitò anche la sede della ora cessata Cassa di risparmio di Sant'Elpidio a Mare. La Santa Maria, angolo medievale della città, custodisce alcuni tra i più importanti monumenti fra i quali una delle tre porte, l'unica pervenuta a noi nella struttura originale, Porta Canale, a forma ottagonale, incastonata nel tratto più antico delle mura castellane trecentesche, ha a un lato un torrazzo quadrato recentemente restaurato. Lungo Corso Baccio si affaccia il complesso dell'ex Oratorio dei Filippini: la Chiesa del XVIII secolo, è ornata con stucchi e finto marmo di grande effetto; la cappellina dell'oratorio è del Valadier; il complesso conventuale, per molto tempo sede della Pretura Mandamentale, è stato ora in parte adibito a Pinacoteca Comunale che custodisce pregevoli tele ed opere d'arte tra cui il polittico e trittico quattrocenteschi di Vittore Crivelli ed in parte sede del Museo della Calzatura. Altri monumenti sono la Basilica Lateranense di Maria SS.ma della Misericordia in piazza (retta dall'omonima confraternita nel 1399), la Torre Civica (eretta dai Cavalieri di Malta nel XIII secolo) e la Fontana della Pupa (eretta a ricordo dell'inaugurazione dell'acquedotto cittadino nel 1906).
La sede di Contrada  è stata realizzata recuperando i trecenteschi saloni sotterranei e la cappella della cripta dei filippini e al suo interno si ammira parte dell'ottocentesco coro ligneo, un tempo della chiesa del monastero benedettino.
Nello stemma il giglio bianco in campo azzurro, simboleggia la purezza della Vergine al nome del quale è intitolata la Contrada.

### Le Delegazioni Foranee
- Borgo Marinaro - prende il nome dall'antico porto costruito per autorizzazione papale nella metà del Duecento. Oggi il porto non esiste più e al suo posto è sorto il comune di Porto Sant'Elpidio (fino al 14 novembre 1952 frazione litoranea del comune di Sant'Elpidio a Mare).

- Castel di Castro (Castrum Castri) - questa delegazione prende il nome dallo strategico centro abitato che è poi stato sconfitto dall'emergente Sant'Elpidio. Ad oggi la sua sede è nella frazione di Castellano. Si distingue per una propensione alla cura militare e organizza una scuola di spada medioevale con annessi spettacoli.

- Marchesato di Santa Catarina - deriva dall'antico marchesato dei Nannerini di Nannarini. La sede della Delegazione è situata nella frazione elpidiense di Luce Elettrica. Tale delegazione vanta un numeroso gruppo di Musici (formato da tamburi e chiarine) che è stato eletto gruppo ufficiale dei musici di Città Medioevo (altra importante manifestazione elpidiense che si svolge in tre serate a fine luglio).

- Santa Croce - dall'omonima Abbazia di Santa Croce al Chienti: importante complesso monastico che nacque sulle sponde del fiume Chienti con tutta probabilità intorno al IX secolo. Le classi sociali rappresentate dai figuranti sono per lo più popolani, monaci frati e suore oltre al capitano d'arme e gli armigeri, la figura più importante della delegazione è naturalmente l'abate. La delegazione attualmente ha sede nella frazione di Bivio Cascinare, i suoi colori sono Nero - Verde. Essa oltre alla Contesa del secchio prende parte a diverse manifestazioni storiche come: "La festa e li jochi" e dall'edizione 2014 è presente anche nelle tre serate di Città Medioevo.

## L'albo d'Oro
La Nobile Contrada San Giovanni (19) è stata vincitrice negli anni:
1953/1956/1958
1964/1965
1973/1977/1978
1984/1986/1988
1994/1995/1999
2006/2007/2008
2010/2018
La Contrada San Martino (19) è stata vincitrice negli anni:
1955
1960
1970/1971/1972/1974/1975
1983
1991/1993/1997/1998
2009
2011/2013/2015/2016/2019/2023
La Contrada Cavaliera Sant'Elpidio (21) è stata vincitrice negli anni:
1954
1969
1976/1979
1980/1981/1982/1985/1987/1989
1990/1992
2005
2012/2014/2017/2020/2021/2022/2024/2025
La Magnifica Contrada Santa Maria (11) è stata vincitrice negli anni:
1957/1959
1963/1966/1968
1996
2000/2001/2002/2003/2004